# Carl Nilsson (orgelbyggare)
Carl Nilsson, född 28 januari 1818 i Ålarp, Fagereds socken, död 24 december 1903 på Landbogården i Ullareds socken, var en svensk hemmansägare, snickare, klockare, orgelbyggare och organist i Ullared.

## Biografi
Nilsson var son till bonden Nils Larsson och Gunnel Olofsdotter. Gift den 4 juli 1851 Okome kyrka med Annika Hansdotter, född 1821 i Boarp, Okome socken, död 1874 på Landbogården, dotter till bonden Hans Andersson och Anna Beata Johansdotter. 
Sannolikt hade Nilsson sysslat med orgelbyggande redan i sitt hem i Ålarp. Förmodligen arbetade han hos någon orgelbyggare i Småland, och startade eget efter ankomsten till Ullared år 1850.
Nilsson blev efter en del tvister med den gamle klockaren, Lars Persson i Äspenäs, småningom vald som församlingens organist och klockare år 1855, vilket slutligen, sedan han ”med wederbörligt Examensbetyg styrkt sig wara Competent till Orgenist och Klokaretjensten”, stadfästes vid sockenstämman i Ullared den 8 mars 1857.
Orgelbyggarvekstaden låg i en gårdslänga på Ullared Bengt Persgård eller Landbogården strax intill Ullareds kyrka. Den ödelades av en brand på 1940-talet.

## Orgelbyggen
| År              | Ursprunglig kyrka         | Stift     | Bild | Manualer | Pedal | Stämmor    | Bevarad orgel/fasad | Övrigt |
| --------------- | ------------------------- | --------- | ---- | -------- | ----- | ---------- | ------------------- | --- |
| 1853            | Ullareds kyrka            | Göteborgs |      |          |       | 9 eller 10 | Ja (delvis)/Ja      | En ny orgel byggdes 1934 av A Magnussons Orgelbyggeri AB, Göteborg. Fasaden med ljudande fasadpipor är bevarade. |
| 1859            | Burseryds kyrka           | Växjö     |      |          |       | 10         | Nej/Nej             | En ny orgel byggdes 1901 av Johannes Magnusson, Göteborg. |
| 1862            | Kalvs kyrka               | Göteborgs |      |          |       | 4          | Nej/Nej             | Orgeln förstördes i en eldsvåda 1896. |
| 1863 eller 1864 | Okome kyrka               | Göteborgs |      |          |       | 7          | Nej/Ja              | En ny orgel byggdes 1891 av Salomon Molander & Co Göteborg i Okome kyrka. Nilssons orgel flyttades 1890 till Älvsereds kyrka. En ny orgel byggdes i Älvsereds kyrka 1921 av M J & H Lindegrens Orgelbyggeri, Göteborg. Fasaden finns bevarad i Älvsereds kyrka. |
| 1866            | Hovs kyrka, Västergötland | Skara     |      |          |       |            |                     | |
| 1867            | Gunnarps kyrka            | Göteborgs |      |          |       | 8          | Nej/Ja              | Orgeln byggdes om 1913 av Eskil Lundén, Göteborg. En ny orgel byggdes 1960 av Tostareds Kyrkorgelfabrik, Tostared. |
| 1870            | Kverrestads kyrka         | Lunds     |      |          |       | 4          |                     | |
| 1876            | Sibbarps kyrka            | Göteborgs |      |          |       |            |                     | |
| 1879            | Fagereds kyrka            | Göteborgs |      |          |       | 7          | Nej/Ja              | En ny orgel byggdes 1936 av A Magnussons Orgelbyggeri AB, Göteborg. |
| 1885            | Rya kyrka, Örkelljunga    | Lunds     |      |          |       | 4          |                     | |

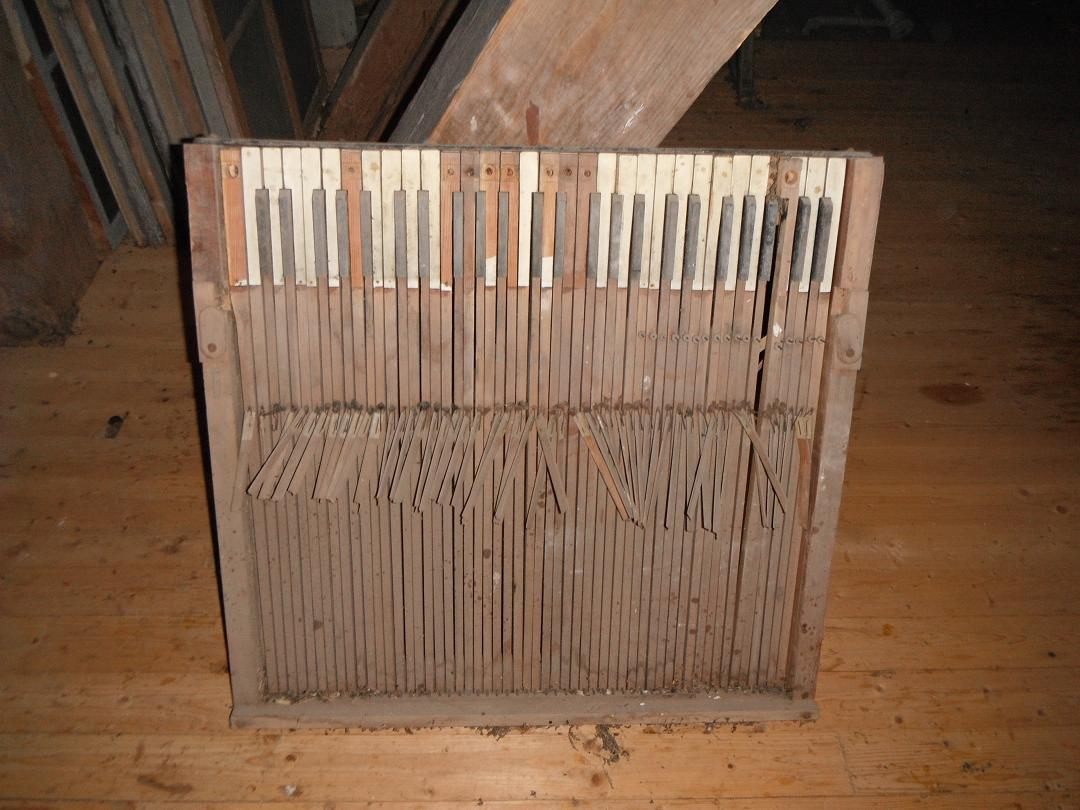
Det i Älvsereds kyrka ännu bevarade spelbordet till piporgeln tillverkad för Okome kyrka 1864.
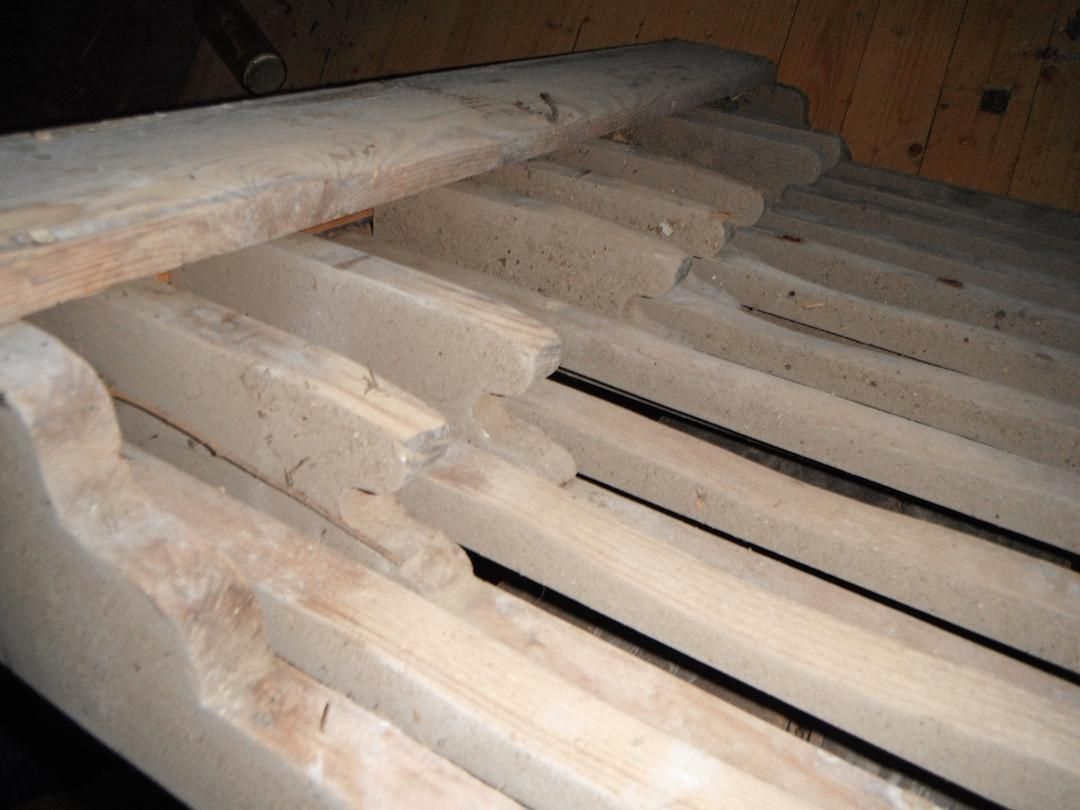
Detalj från de snidade tasterna på bihangspedalen till 1864 års orgel.

## Kyrkliga inventarier
- Predikstol i Morups kyrka, Halland 1856 och till samma kyrka en altaruppsats och altarring 1863.